# Rhopilema nomadica
Rhopilema nomadica is een schijfkwal uit de familie Rhizostomatidae. De kwal komt uit het geslacht Rhopilema. 